# Stictoptera lagosensis
Stictoptera lagosensis är en fjärilsart som beskrevs av Embrik Strand 1917. Stictoptera lagosensis ingår i släktet Stictoptera och familjen nattflyn. Inga underarter finns listade i Catalogue of Life.